# Wremiwka
Wremiwka (ukr. Времівка) – wieś na Ukrainie, w obwodzie donieckim, w rejonie wołnowaskim. W 2001 liczyła 1344 mieszkańców.